# Реформы Людвига Эрхарда
Реформы Людвига Эрхарда — комплекс мер экономической политики, разработанный немецким экономистом Вальтером Ойкеном и реализованный руководителем Экономического управления Бизонии, а затем министром экономики ФРГ Людвигом Эрхардом в конце 1940-х годов. Эти меры включали в себя денежную реформу, либерализацию цен и антимонопольное регулирование. Реформы Эрхарда заложили основу для немецкого экономического чуда и характерного для послевоенной экономики ФРГ социального рыночного хозяйства.

## Состояние послевоенной экономики в Германии
Последствия Второй мировой войны оказались плачевными для Германии. Только убитыми Германия потеряла более 7 миллионов человек, а более 2 миллионов человек стали инвалидами. Военные действия на территории Германии нанесли ужасный ущерб экономике Германии.  Уже с 1944 года экономика Германии была подвергнута полной дезорганизации. Принципы послевоенного переустройства немецкой экономики были разработаны главами трех стран антигитлеровской коалиции — США, СССР, Великобританией. Главный принцип — полная демилитаризация экономики. Германия была разделена на 4 оккупационные зоны, для более эффективного решения экономических вопросов в каждом из регионов. Разногласия в процессах реабилитации экономики привели к тому, что на территории Германии образовались ГДР и ФРГ. Очень остро была заметна проблемы нехватки продовольствия. Была отмечена гиперинфляция. Повсюду господствовал «черный рынок». Огромную помощь в реабилитации экономики ФРГ сыграл «план Маршалла», помощь составила примерно 2.5 млрд. долларов

## Людвиг Эрхард и его программа построения социального рыночного хозяйства
В Германии шли яростные споры по поводу концепции экономического возрождения между сторонниками экономического либерализма и сторонниками сильного государственного регулирования. В основе итогового проекта возрождения экономики содержались идеи ордолиберализма и социально-рыночной экономики. В итоге в 1949 году Людвиг Эрхард был назначен министром хозяйства ФРГ. Он стал проводить программу построения социально-рыночного хозяйства. Эрхард считал, что основа экономических преобразований - сочетание частной свободной инициативы и конкуренции с активным участием государства в хозяйственной жизни. Основами социальной рыночной экономики должны являться частная собственность, низкие налоги, свободные цены, антитрестовское законодательство, льготы для свободного частного инвестирования и все методы, которые бы создавали в Германии экономическую свободу при активной государственной защите от внешней конкуренции. В 1948 году Л.Эрхард стал проводить активные хозяйственные реформы.

## Денежная реформа
Денежная реформа — первая реформа Л. Эрхарда. Ее целью было создание твердой валюты и избавление от избыточного «денежного навеса». Эта реформа была самой жестокой среди всех экономических преобразований. В ночь на 21 июня 1948 года оккупационные власти заявили о том, что рейхсмарки прекращают свое хождение в западных зонах Германии. Вместо них были введены немецкие марки. Пенсии, заработная плата, квартирная плата перерассчитывались по курсу 1-1. Половину наличных денег и сбережений можно было обменивать по курсу 1-10. Вторую половину впоследствии разрешалось обменивать по курсу 1-20. Основные части денежных обязательств предприятий перерассчитывались по курсу 1-10. Итогом денежной реформы было то, что Л. Эрхард в одну ночь избавил западные зоны Германии от огромной массы обесцененных денег, что позволило быстро покончить с инфляцией.

## Переход к свободным рыночным ценам
Переход к свободным  рыночным ценам — второй этап в реформаторской деятельности Л.Эрхарда. Он начался 24 июля 1948 года, когда был опубликован «закон о принципах хозяйственной структуры и политике цен». Теперь администрация Л.Эрхарда была способна отменять многие документы и предписания, жестко регламентировавшие хозяйственную жизнь. Процесс отмены был постепенным, но достаточно быстрым. В то же время в Германии был принят закон против произвольного завышения цен, который позволял сохранить стабильность валюты и избежать роста инфляции.

## Возрождение свободного предпринимательства. Антимонопольная политика
Возрождение свободного предпринимательства — одно из направлений реформаторской деятельности Л.Эрхарда. Эту цель преследовали кредитная и налоговая политика, антимонопольные и антикартельные указы и т.д. Л.Эрхард настаивал не только на контроле за монопольными союзами, но и на их запрете, если они начинали «душить» свободную конкуренцию. В этот период в Германии велись серьезные дискуссии по поводу определения границ власти монополий. В итоге было решено, что в стране должен действовать закон, не допускающий злоупотребления со стороны крупных компаний, стремящихся монополизировать производство и реализацию продукта. В результате с середины 1960-х годов главным субъектом предпринимательства стал мелкий и средний бизнес, который был объявлен «основой благосостояния для всех» и постепенно занял доминирующее место в экономике Германии.

## Итоги реформ Л.Эрхарда
Реформы Л.Эрхарда вызвали ожесточённое сопротивление со стороны представителей различных слоев общества, как тех, кто придерживался левосоциалистических идей и профсоюзных лидеров, так и представителей руководящих звеньев корпораций и пр. В парламенте преобразования Эрхарда также были встречены без энтузиазма. Некоторые депутаты бундестага даже требовали лишения его заработной платы и объявляли его врагом немецкой нации.
Итогами преобразовательной деятельности Эрхарда были: 
1) исчезновение «чёрного рынка», 
2) люди вместо поиска товаров стали заниматься его производством, 
3) в стране практически исчезла инфляция, 
4) окрепла новая валюта — немецкая марка, 
5) цены выросли всего лишь на несколько процентов, примерно в той же пропорции увеличилась заработная плата населения, 
6) к концу 1949 года валовой объём промышленного производства достиг довоенного уровня, а к 1950 году превысил его на примерно 14,5 %.